# Robotnicza Brygada Obrony Warszawy

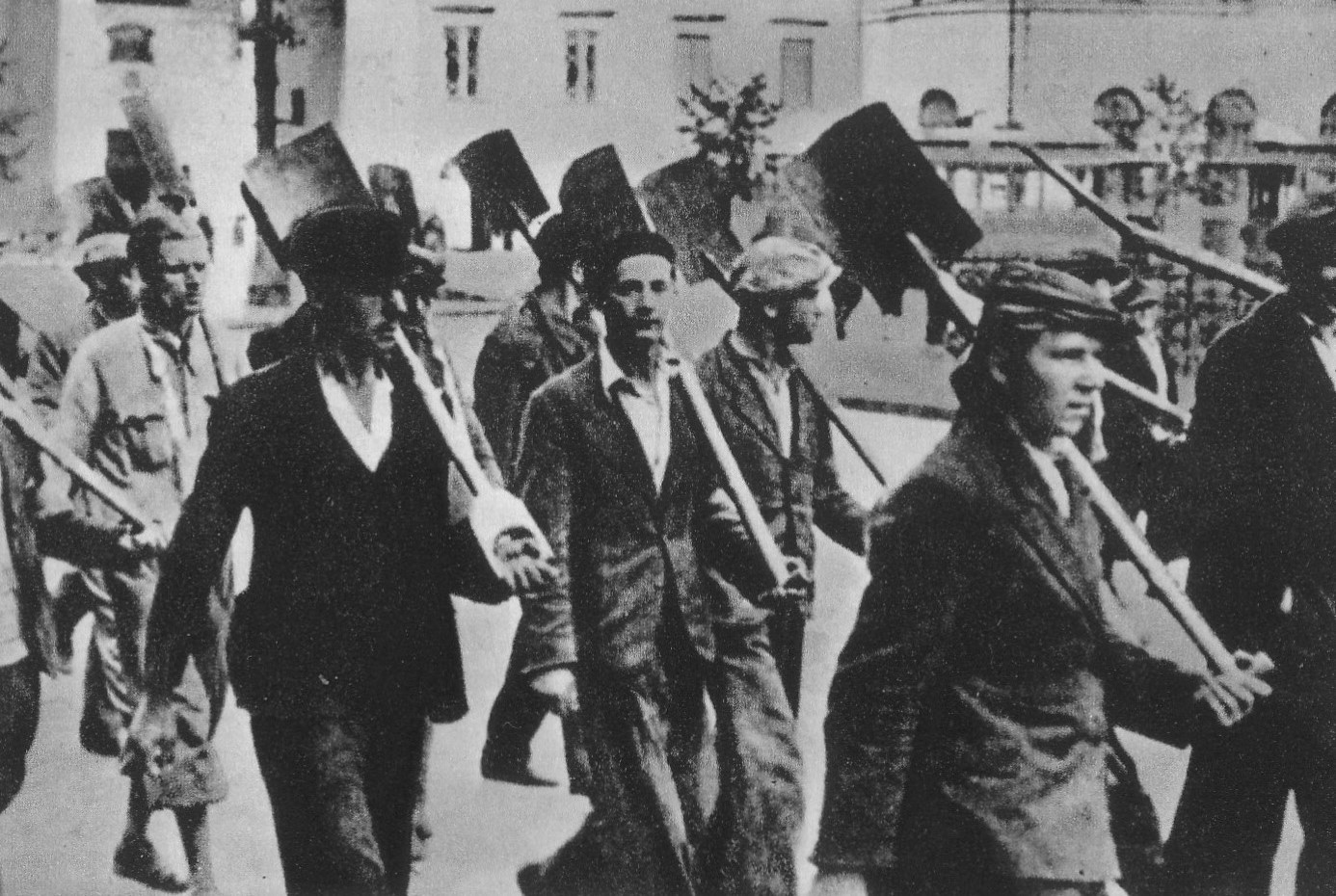
Oddział Robotniczej Brygady Obrony Warszawy w drodze do kopania okopów

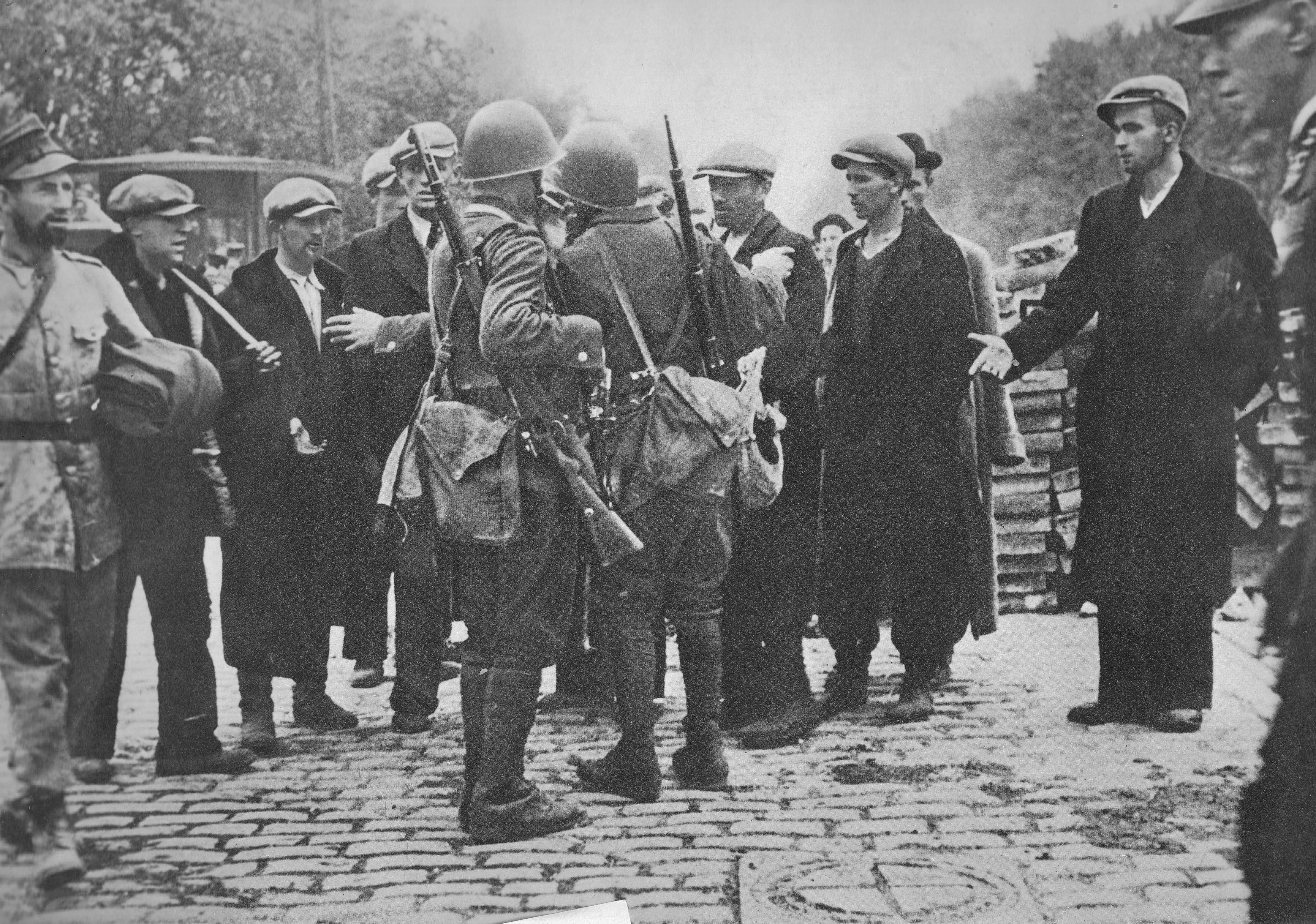
Ochotnicy z Robotniczej Brygady Obrony Warszawy z grupą żołnierzy

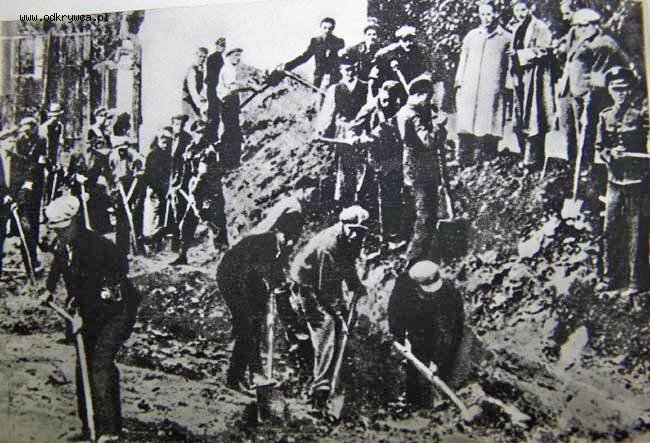
Członkowie Robotniczej Brygady Obrony Warszawy przy pracy

Robotnicza Brygada Obrony Warszawy (RBOW) – działająca od 6 września 1939 w Warszawie formacja ochotnicza obrony cywilnej, powołana w czasie obrony miasta we wrześniu 1939 roku z inicjatywy działaczy Polskiej Partii Socjalistycznej (PPS), a zwłaszcza Zygmunta Zaremby. Jej dowódcą był kpt. Marian Kenig.

## Historia
Oddziały zaczęły powstawać 6 września 1939, po rozmowie Tomasza Arciszewskiego i Zygmunta Zaremby z dowódcą obrony Warszawy gen. Czumą, który wyraził zgodę na stworzenie sześciu kompanii ochotniczych do robót saperskich.
Nabór do kompanii od 9 września prowadził stołeczny Robotniczy Komitet Pomocy Społecznej, utworzony z inicjatywy PPS (w skład którego wchodzili m.in. Zygmunt Zaremba przewodniczący, Jan Łaznowski zastępca, Piotr Gajewski łącznik z Akcją Socjalistyczną, Rudolf Cymerman wyżywienie oddziałów, Adam Próchnik propaganda, Bolesław Dratwa współpraca z dzielnicami, Wilhelm Topinek sekcja techniczna), wspólnie z redakcją gazety „Robotnik” przy ul. Wareckiej 7. Komendantem Placu przy ul. Wareckiej był Marian Kubicki, a następnie Piotr Gajewski.
10 września powołano również Wydział Wojskowy  koordynowany przez Józefa Dzięgielewskiego członka Komendy Głównej Akcji Socjalistycznej. W specjalnej odezwie Warszawski Okręgowy Komitet Robotniczy PPS i Rada Zawodowa Warszawy zapowiadały, że ochotnicze kompanie rozpoczną od prac saperskich, wkrótce zostaną uzbrojone i umundurowane i będą walczyły jako jednostki wojskowe zdyscyplinowane i karne świadome, że walczą o Niepodległość, Polskę, Wolność i Sprawę Robotniczą.
Początkowo sformowano Wolski Robotniczy Batalion Obrony Warszawy w składzie 4 kompanii, liczyła 1 tys. ochotników, dowodzony przez por. Tuńskiego. Przy każdej kompanii był łącznik z Akcji Socjalistycznej – milicji PPS.
Następnego dnia sformowano drugi – Mokotowski Robotniczy Batalion Obrony Warszawy. Po trzech dniach napływ ochotników spowodował, że sformowano 1. Robotniczy pułk piechoty, którego dowódcą został kpt Rudolf Rode z 36. pułku piechoty. Spowodowało to uruchomienie drugiego punktu werbunkowego przy ul. Długiej 21 (siedziba Warszawskiego Okręgowego Komitetu Robotniczego PPS).
12 września 1939, w sztabie Dowództwa Obrony Warszawy odbyło się spotkanie, w którym wzięli udział: gen. Czuma oraz płk Tomaszewski szef sztabu obrony Warszawy. Podczas konferencji ze strony kapitana Keniga i obecnych działaczy PPS padła propozycja nadania ochotniczej jednostce określonej formy organizacyjnej. Gen. Czuma uwzględniając fakt, że liczebnie formacja przekroczyła stan pułku, podjął decyzję, że będzie to brygada o nazwie Ochotnicza Robotnicza Brygada Obrony Warszawy.
W ciągu pięciu dni stan Brygady wynosił ok. 5–6 tys. ludzi. Wobec przedłużającego się oblężenia niemieckiego stolicy, 21 września werbunek do RBOW został wznowiony w celu uzupełnienia strat.
RBOW pełniła początkowo tylko służbę pomocniczą, następnie ok. 1 tys. ochotników przeznaczono na  uzupełnienia oddziałów Wojska Polskiego, w późniejszym okresie jej członkowie uczestniczyli w pracach saperskich, obsłudze sieci łączności, oraz otrzymywali zadania dywersjno-wywiadowcze.
24 września 1939 Robotnicza Brygada Obrony Warszawy została włączona w skład odtworzonej 13 Dywizji Piechoty, pod dowództwem płk.Władysława Kalińskiego. Zdaniem Zygmunta Zaremby była to Warszawska Dywizja Robotnicza, lecz żadne źródła tego nie potwierdzają. Dywizję skierowano 26 września na pierwszą linię frontu – do obrony Żoliborza, w rejon Bielan, Burakowa i Marymontu. 
Brygadę rozwiązano 27 września 1939. 28 września 1939, na wiadomość o kapitulacji stolicy żołnierze brygady zorganizowali wiec na placu Wilsona, gdzie mieściło się wówczas dowództwo dywizji. Nie wierzyli w konieczność kapitulacji, protestowali przeciwko rozbrojeniu, uważając decyzję dowództwa za zdradę i prowokację. Sytuacja była tak napięta, że żołnierze RBOW gotowi byli dokonać samosądu na oficerach. Dopiero na osobistą interwencję kpt. Keniga uformowali się w pochód i, prowadząc pod bronią oficerów jako zakładników, udali się do Cytadeli, by tam zobaczyć, czy inne jednostki też składają broń. W czasie przemarszu pochód przekształcił się w manifestację patriotyczną.
8 września 1999 roku prezydent Aleksander Kwaśniewski odznaczył Krzyżami Oficerskimi i Komandorskimi Orderu Odrodzenia Polski oraz Złotym Krzyżem Zasługi niektórych członków Robotniczych Batalionów Obrony Warszawy.

## Upamiętnienie
W 1964 na frontowej ścianie budynku przy ul. Wareckiej 5/7 odsłonięto tablicę upamiętniającą siedzibę sztabu RBOW.

## Ordre de bataille
- Dowódca brygady – kpt. Marian Kenig;
- Zastępca dowódcy – kpt. Rudolf Rode;
- adiutant – por. Czesław Ostankowicz, następnie por. Edward Radke;

- 1 Robotniczy Pułk piechoty – dowódca kpt. Rudolf Rode;
  - 1 batalion – dowódca por. Aleksander Tuński;
  - 2 batalion – dowódca por. Nowotny;
- 2 Robotniczy Pułk Piechoty – dowódca mjr Stanisław Chudyba.